# .cv
.cv es el dominio de nivel superior geográfico (ccTLD) para Cabo Verde. Es administrado por la Agencia Nacional de Comunicaciones (portugués: Agência Nacional das Comunicações, ANAC). Fue introducido el 21 de octubre de 1996 e inicialmente fue administrado por el Instituto Superior de Engenharia e Ciências do Mar (ISECMAR), luego la Escuela de Ciencias Marítimas y finalmente un campus de la Universidad de Cabo Verde, hasta su redelegación en agosto de 2009 por la actual Agencia Nacional de Comunicaciones.
La ANAC es parte del grupo LusNIC, una entidad que incluye dominios de nivel superior de otros países, incluidos .br (Brasil), .gw (Guinea-Bissau), .pt (Portugal), .st (São Tomé y Príncipe ) y .ao (Angola). Por eso, el dominio .cv comparte una parte de la infraestructura de la red .pt (en particular, una parte de sus servidores DNS), y su gestión técnica es delegada a la asociación DNS.PT.